# Архангельское сельское поселение (Хохольский район)
Архангельское се́льское поселе́ние — муниципальное образование в Хохольском районе Воронежской области Российской Федерации.
Административный центр — село Архангельское.

## Население
| 2010 | 2012 | 2013 | 2014 | 2015 | 2016 | 2017 |
| ---- | ---- | ---- | ---- | ---- | ---- | ---- |
| 509  | ↘505 | ↘504 | ↗533 | ↗541 | ↘528 | ↗530 |
| 2018 |      |      |      |      |      |      |
| ↗533 |      |      |      |      |      |      |

## Состав сельского поселения
| № | Населённый пункт | Тип населённого пункта       | Население |
| - | ---------------- | ---------------------------- | --------- |
| 1 | Архангельское    | село, административный центр | ↗533      |

## Археология
- В 1,5 км к юго-востоку от села Архангельского бывшего Гремяченского района (1928—1963) было найдено Архангельское (Голышевское) городище, входившее в систему русских укреплений XVI—XVII веков. Также оно включало в себя два древних небольших городка. П. П. Ефименко и П. Н. Третьяков считали, что Архангельское городище подобно Боршевскому городищу и датировали его IX—X веками. Как и на Б. Боршевском и Сторожевом городищах, а также на горе у с. Рудкино, на Архангельской городище обнаружена керамика скифского времени, аналогичная керамике с городищ в с. Б. Голгольша, близ с. Коломак и с других мест Левобережной Украины. И. И. Ляпушкин датирует её V—II веками до нашей эры[9]

## Известные люди
В селе Архангельском родился Андреев, Григорий Макарович — Герой Советского Союза.